# Fudbalski Klub Budućnost Banovići
FK Budućnost Banovići é uma equipe bósnia de futebol com sede em Banovići. Disputa a primeira divisão da Bósnia e Herzegovina (Premijer Liga).
Seus jogos são mandados no Stadion FK Budućnost, que possui capacidade para 8.500 espectadores.

## História
O clube foi fundado em 1947. Ele foi membro da Premijer Liga em sua primeira temporada. Ele jogou um total de cinco temporadas na Premijer Liga. Ele alcançou seu maior sucesso na temporada 1999-00. quando jogou os playoffs pelo campeão da então Primeira Liga da Bósnia e Herzegovina. Na próxima temporada, jogou na primeira pré-eliminatória contra o Drnovica, na Copa UEFA. Ele foi derrotado por 4-0 no agregado.
As cores tradicionais do clube são o verde e o preto. Ele joga em casa no GS Banovići Stadium em Banovići.

## Títulos
- Primeira Liga - FBiH (2): 2003–04, 2009–10.
- Segunda Liga - FBiH (2): 2017–18 (Norte), 2018–19 (Norte).